# Omega de la Verge
Omega de la Verge (ω Virginis) és un estel an la constel·lació de la Verge de magnitud aparent +5,24. S'hi troba a 496 anys llum del sistema solar.
Omega de la Verge és una gegant vermella de tipus espectral M4III que, amb una temperatura efectiva de 3.500 K, s'hi troba entre els estels més freds del firmament. Rica en metalls —el seu contingut relatiu de ferro respecte al d'hidrogen és un 32% major que el del Sol—, és una variable semiregular, amb dos períodes de 30 i 275 dies. Rota tan lentament que la seva velocitat de rotació mai ha estat mesura. La seva lluminositat, corregida per la radiació infraroja que emet, és d'entre 1.100 i 1.500 vegades superior a la lluminositat solar. Aquesta incertesa afecta a la seva possible grandària; no obstant això, la mesura directa del seu diàmetre angular dona com a resultat un radi 106 vegades més gran que el del Sol. Té una massa compresa entre 1,5 i 2 masses solars.
Omega de la Verge és un estel evolucionat que pot trobar-se en diferents etapes de la seva evolució estel·lar. Pot estar prop del punt d'ignició de l'heli, pot haver començat la fusió nuclear d'aquest element en carboni, o pot estar augmentant en lluentor —per segona vegada— amb un nucli inert de carboni-oxigen. La seva variabilitat suggereix l'última etapa. En qualsevol cas, en un futur evolucionarà primer en una variable Mira, per posteriorment formar una nebulosa planetària. En última instància finalitzarà la seva vida com una nana blanca.